# Julio Voltio
Julio Irving Ramos Filomeno (San Juan, Puerto Rico; 11 de junio de 1977), conocido artísticamente como Julio Voltio o simplemente Voltio, es un cantante y compositor puertorriqueño. Se retiró de la actividad musical para predicar el protestantismo.

## Carrera musical
Criado en Carolina, Puerto Rico, entró en el negocio de la música cuando era un adolescente. Junto con Rey 29 y Héctor Delgado (Héctor el Father), formaron Masters of Funk; aunque el trío no lanzó ningún álbum en la lista, fueron influyentes en el inicio del reguetón. La actividad de este grupo fue desde 1994 hasta 1996, participaron en varias producciones, las más notables fueron en DJ Chiclin 1 (1994), DJ Chiclin (1995), DJ Stefano 3 (1995), entre otros.

### Carrera como solista
Poco después de separarse de Masters Of Funk, comenzó una carrera musical como solista participando en varias producciones de los años 1990 dentro del reguetón como No Fear (1996), No Fear 2 (1997), No Fear 3 (1998) de DJ Dicky, y Baby 69 (1999).
En 2003, decidió abandonar la compañía de Pina Records alegando que Pina le robó dinero, comenzando así una guerra lirical contra Lito y Polaco, artistas de dicha compañía. Canciones como «Tiraera a Pina Records» «Bling Bling» y «Guasa Guasa» junto a Tego Calderón fueron algunas de aquella guerra lirical y las responsables de su exitoso comienzo como solista. Con pocas opciones, se disponía a salir del negocio de la música cuando Tego Calderón, un artista de White Lion Records, le convenció para firmar con el sello. Después de haber seguido su consejo, lanzó el álbum Voltage AC, con las canciones Bumper, No amarres fuego (con Zion & Lennox) y Julito Maraña.
Después de haber experimentado un éxito relativo, volvió en 2005 con su mayor éxito hasta la fecha, «Chulin Culin Chunfly», que contó con la participación de Residente de Calle 13, y una versión remix con Three 6 Mafia. Por otra parte, la canción fue prohibida en República Dominicana. El álbum titulado Voltio logró la posición #8 en la lista de Billboard Latin Rhythm Albums.
Tiempo después se asoció temporalmente con Calle 13 para hablar contra la brutalidad policial en Puerto Rico. El 11 de agosto de 2008, anunció la publicación de un documental titulado En vivo desde Oso Blanco. La producción se extendió por el tiempo que pasó en la cárcel. Su canción Pónmela (con Jowell & Randy del disco En lo claro) fue incluida en la banda sonora del videojuego Grand Theft Auto IV.
En enero de 2014 se convirtió al cristianismo. Además, protagonizó la película Narcos PR, junto a Jowell y Dimary Castro, donde actuó como antagonista. Más tarde, se reveló que, desde que cambió su vida, mantiene una mejor relación con Delgado.
El 26 de mayo del mismo año, anunció su retiro de la música, aclarando: «No estoy ya para esto, Cristo me ha llamado tantas veces y siento que esta puede ser la última. Siempre me porté mal, mi mochila estaba llena de pecados, pero ya eso pasó». Su última canción grabada oficialmente y lanzada antes de su retiro fue «Siempre estoy» con el cantante Ñengo Flow, las demás canciones como «Deja la Perse» o «Las que no se dejan» y muchas más, fueron lanzadas luego de su retiro.
Desde octubre de 2015, conduce un programa de radio junto a Héctor el Father, otro exreggaetonero convertido al protestantismo, llamado Maranatha Radio Ministres.

## Discografía

### Álbumes de estudio
- 2004: Voltage/AC
- 2005: Voltio
- 2007: En lo claro

### Otros álbumes
- 2003: Los dueños del estilo - con Karel

### Sencillos
- 2004: Julito Maraña (con Jey y Tego Calderón)
- 2004: Bumper
- 2004: Lock Up (con Akon)
- 2005: Mambo
- 2005: Bumper (Official Remix) (con Pitbull & Lil Rob)
- 2005: Chulin Culin Chunfly (con Residente Calle 13)
- 2005: Chulin Culin Chunfly (Official Remix) (con Residente Calle 13 & Three 6 Mafia)
- 2005: Se van, se van (con Tego Calderón)
- 2005: Matando la Liga
- 2005: Culebra
- 2005: Chévere (con Notch)
- 2006: Claro de luna
- 2006: Let's Go To My Crib (con Jowell & Randy)
- 2007: Los Capo (con Ñejo & Dálmata, Guelo Star, Zion, De La Ghetto, Syko, Héctor El Father & Jowell & Randy)
- 2007: El Mellao
- 2008: Pónmela (con Jowell & Randy)
- 2008: Un amor como tú (con Arcángel)
- 2009: Esto es a palo
- 2009: Dímelo mami
- 2009: Dímelo mami (Official Remix) (con Daddy Yankee)
- 2009: Tumba el piquete (con J Álvarez)
- 2012: La Kiebra Nuka (Official Remix) (con Mr. Pelón (503))
- 2014: Siempre estoy (con Ñengo Flow)

### Colaboraciones
- 1998: Muévela DJ Dicky (con Voltio)
- 2003: No te canses, El funeral Daddy Yankee (con Voltio)
- 2003: Mi libertad Jerry Rivera (con Voltio)
- 2004: 12 discípulos (Eddie Dee con Daddy Yankee, Tego Calderón, Ivy Queen, Zion & Lennox, Vico C, Nicky Jam, Voltio, Gallego, Wiso G & Johhny Prez)
- 2005: En este infierno K-Narias (con Voltio)
- 2005: Amor de una noche N'Klabe (con Voltio)
- 2006: Lo que son las cosas Anaís (con Voltio)
- 2006: En mi puertorro Andy Montañez (con Voltio)
- 2006: Abusando del género DJ Joe (con Yomo, Voltio, Trébol Clan, Zion & Lennox, Tempo)
- 2006: So Amazing Jagged Edge (con Voltio)
- 2006: Mil caminos Leonor (con Voltio)
- 2006: Payaso Tego Calderón (con Voltio & Eddie Dee)
- 2006: Gansta Baby Ranks (con Voltio)
- 2006: Llegaron los Rebuleros Maestro (con Voltio)
- 2007: Ella volvió N'Klabe (con Voltio)
- 2007: Dale mami dámelo DJ Nelson (con Voltio)
- 2007: Lo hecho, hecho está Tego Calderón (con Pirulo, Voltio, Ñejo, Chyno Nyno)
- 2007: Get Me Bodied Beyoncé (con Voltio)
- 2007: Si me matan Alexis & Fido (con Lápiz Conciente, Luis Vargas, Voltio, De La Ghetto, Jadiel, Primer Mandatario & Sofla)
- 2007: Easy Don Omar (con Zion, Voltio, Eddie Dee, Tego Calderón & Cosculluela)
- 2008: Don't Stay Away from the Sunlight Turbulence (con Voltio)
- 2008: Levántate J-King & Maximan (con Voltio, Guelo Star)
- 2008: Na' de na' (Official Remix) Ángel & Khriz (con John Eric, Gocho, Alexis, Voltio, Arcángel & Franco El Gorila)
- 2008: Ella menea (Official Remix) NG2 (con Voltio)
- 2010: Hipnótika A.B. Quintanilla y Los Kumbia All Starz (con Voltio & Marciano Cantero)
- 2011: Quiere que le muestre (con Tito el Bambino, Ñengo Flow y Voltio)
- 2012: Ella lo que quiere es salsa Víctor Manuelle (con Voltio & Jowell & Randy)
- 2014: Voces que se esconden (Official Remix) Isaac La Voz (con MB El Casi Nuevo, Julio Voltio & Manny Montes)
- 2014: Envidia (con MC Davo y Jefferson Martínez El Dominio)

## Filmografía
- 2008: Feel the Noise
- 2009: Talento de barrio, Mi libertad
- 2013: Reggaeton The Movie